# Évolution du Collège cardinalice au XIVe siècle

Cet article présente les évolutions au sein du Sacré Collège ou collège des cardinaux au cours du XIVe siècle sous les pontificats de Benoît XI (1303-1304), Clément V (1305-1314), Jean XXII (1316-1334), Benoît XII (1334-1342), Clément VI (1342-1352), Innocent VI (1352-1362), Urbain V (1362-1370), Grégoire XI (1370-1378), Urbain VI (1378-1389) et Boniface IX (1389-1404).

## Évolution numérique au cours du pontificat de Benoît XI (1303-1304)
| Date       | Évènement                                                              | Pays              | Total |
| ---------- | ---------------------------------------------------------------------- | ----------------- | ----- |
| 21/10/1303 | Cardinaux au moment du Conclave de 1303,                               | États pontificaux | 20    |
| 22/10/1303 | Élection papale du cardinal Nicolas Boccasini sous le nom de Clément V | États pontificaux | 19    |
| 18/12/1303 | Consistoire : création de 2 cardinaux (dont 1 décédé)                  | États pontificaux | 20    |
| 19/02/1304 | Consistoire : création de 1 cardinal                                   | États pontificaux | 21    |
| 07/07/1304 | Décès du pape Benoît XI                                                | États pontificaux | 21    |

## Évolution numérique au cours du pontificat de Clément V (1305-1314)
| Date       | Évènement                                                                | Pays                 | Total |
| ---------- | ------------------------------------------------------------------------ | -------------------- | ----- |
| 10/07/1304 | Cardinaux au moment du Conclave de 1304-1305,                            | États pontificaux    | 21    |
| 05/06/1305 | Élection papale de l'archevêque Bertrand de Got sous le nom de Clément V | États pontificaux    | 21    |
| 04/09/1305 | Décès du cardinal Matteo Orsini                                          | États pontificaux    | 20    |
| 24/09/1305 | Décès du cardinal Walter Winterburn                                      | Royaume d'Angleterre | 19    |
| 09/10/1305 | Décès du cardinal Robert de Pontigny                                     | France               | 18    |
| 15/12/1305 | Consistoire : création de 10 cardinaux                                   | États pontificaux    | 28    |
| 04/09/1306 | Décès du cardinal Pierre Arnaud                                          | France               | 27    |
| 07/12/1306 | Décès du cardinal Teodorico Ranieri                                      | États pontificaux    | 26    |
| 10/08/1309 | Décès du cardinal Giovanni Boccamazza                                    | États pontificaux    | 25    |
| 26/06/1310 | Décès du cardinal Raymond de Got                                         | France               | 24    |
| 13/12/1310 | Décès du cardinal Thomas Jorz                                            | Royaume d'Angleterre | 23    |
| 19/12/1310 | Consistoire : création de 5 cardinaux                                    | États pontificaux    | 28    |
| 20/12/1310 | Décès du cardinal Pedro Rodríguez                                        | Castille             | 27    |
| 24/02/1311 | Décès du cardinal Guilhem Ruffat de Fargues                              | France               | 26    |
| 12/09/1311 | Décès du cardinal Bertrand des Bordes                                    | France               | 25    |
| 07/12/1311 | Décès du cardinal Leonardo Patrasso                                      | États pontificaux    | 24    |
| 10/12/1311 | Décès du cardinal Étienne de Suisy                                       | France               | 23    |
| 16/05/1312 | Décès du cardinal Pierre de La Chapelle-Taillefert                       | France               | 22    |
| 24/05/1312 | Décès du cardinal Francesco Napoleone Orsini                             | États pontificaux    | 21    |
| 08/1312    | Décès du cardinal Giovanni Minio da Morrovalle                           | République d'Ancône  | 20    |
| 27/10/1312 | Décès du cardinal Gentil de Montefiore                                   | États pontificaux    | 19    |
| 29/10/1312 | Décès du cardinal Landolfo Brancaccio                                    | Royaume de Sicile    | 18    |
| 23/12/1312 | Consistoire : création de 9 cardinaux                                    | États pontificaux    | 27    |
| 22/08/1313 | Décès du cardinal Jean Lemoine                                           | France               | 26    |
| 14/12/1313 | Décès du cardinal Arnaud de Canteloup                                    | France               | 25    |
| 10/02/1314 | Décès du cardinal Riccardo Petroni                                       | République de Sienne | 24    |
| 20/04/1314 | Décès du pape Clément V                                                  | États pontificaux    | 24    |

## Évolution numérique au cours du pontificat de Jean XXII (1316-1334)
| Date       | Évènement                                                          | Pays                 | Total |
| ---------- | ------------------------------------------------------------------ | -------------------- | ----- |
| 01/05/1314 | Cardinaux au moment du Conclave de 1314-1316                       | États pontificaux    | 24    |
| 07/08/1316 | Élection papale du cardinal Jacques Duèze sous le nom de Jean XXII | États pontificaux    | 23    |
| 18/12/1316 | Consistoire : création de 8 cardinaux                              | États pontificaux    | 31    |
| 13/05/1317 | Décès du cardinal Francesco Caetani                                | États pontificaux    | 30    |
| 13/06/1317 | Décès du cardinal Jacques de Via                                   | France               | 29    |
| 20/06/1317 | Consistoire : création de 1 cardinal                               | États pontificaux    | 30    |
| 19/07/1317 | Décès du cardinal Raymond de Saint-Sever                           | France               | 29    |
| 14/08/1317 | Décès du cardinal Arnaud Novel                                     | France               | 28    |
| 14/08/1317 | Décès du cardinal Bernard de Castanet                              | France               | 27    |
| 17/09/1317 | Décès du cardinal Arnaud de Faugères                               | France               | 26    |
| 14/08/1318 | Décès du cardinal Jacopo Colonna                                   | États pontificaux    | 25    |
| 30/08/1318 | Décès du cardinal Nicolas de Bec-Crespin                           | France               | 24    |
| 09/04/1319 | Décès du cardinal Guglielmo Longhi                                 | Saint-Empire         | 23    |
| 14/08/1320 | Décès du cardinal Arnaud d'Aux de Lescout                          | France               | 22    |
| 20/12/1320 | Consistoire : création de 7 cardinaux                              | États pontificaux    | 29    |
| 01/04/1321 | Décès du cardinal Niccolò Alberti                                  | Marquisat de Ferrare | 28    |
| 03/11/1321 | Décès du cardinal Guillaume de Mandagout                           | France               | 27    |
| 15/01/1323 | Décès du cardinal Nicolas Caignet de Fréauville                    | France               | 26    |
| 14/05/1323 | Décès du cardinal Simon d'Archiac                                  | France               | 25    |
| 11/06/1323 | Décès du cardinal Béranger Frédol l’Ancien                         | France               | 24    |
| 11/1323    | Décès du cardinal Bérenger Frédol le Jeune                         | France               | 23    |
| 04/1325    | Décès du cardinal Pierre Le Tessier                                | France               | 22    |
| 08/1325    | Décès du cardinal Raynaud de La Porte                              | France               | 21    |
| 11/1325    | Décès du cardinal Raymond Le Roux                                  | France               | 20    |
| 07/01/1326 | Décès du cardinal Pietro Colonna                                   | États pontificaux    | 19    |
| 25/09/1326 | Décès du cardinal Guillaume Testa                                  | France               | 18    |
| 16/08/1327 | Décès du cardinal Vital du Four                                    | France               | 17    |
| 18/12/1327 | Consistoire : création de 10 cardinaux                             | États pontificaux    | 27    |
| 1328       | Décès du cardinal Bernard de Garves de Sainte-Livrade              | France               | 26    |
| 1330/1331  | Décès du cardinal Pilfort de Rabastens                             | France               | 25    |
| 03/1331    | Décès du cardinal Pierre d'Arrablay                                | France               | 24    |
| 25/05/1331 | Consistoire : création de 1 cardinal                               | États pontificaux    | 25    |
| 08/1331    | Décès du cardinal Arnaud de Pellegrue                              | France               | 24    |
| 20/12/1331 | Consistoire : création de 1 cardinal                               | États pontificaux    | 25    |
| 12/1332    | Décès du cardinal Bertrand Augier de La Tour                       | France               | 24    |
| 04/12/1334 | Décès du pape Jean XXII                                            | États pontificaux    | 24    |

## Évolution numérique au cours du pontificat de Benoît XII (1334-1342)
| Date       | Évènement                                                              | Pays                | Total |
| ---------- | ---------------------------------------------------------------------- | ------------------- | ----- |
| 13/12/1334 | Cardinaux au moment du Conclave de 1334                                | États pontificaux   | 24    |
| 20/12/1334 | Élection papale du cardinal Jacques Fournier sous le nom de Benoît XII | États pontificaux   | 23    |
| 14/04/1335 | Décès du cardinal Pierre Gauvain                                       | France              | 22    |
| 27/08/1335 | Décès du cardinal Giovanni Gaetano Orsini                              | États pontificaux   | 21    |
| 12/11/1335 | Décès du cardinal Raymond de Mostuéjouls                               | France              | 20    |
| 24/11/1335 | Décès du cardinal Arnaud de Via                                        | France              | 19    |
| 31/01/1336 | Décès du cardinal Luca Fieschi                                         | République de Gênes | 18    |
| 24/03/1336 | Décès du cardinal Pierre de Chappes                                    | France              | 17    |
| 04/06/1336 | Décès du cardinal Guillaume-Pierre Godin                               | France              | 16    |
| 18/12/1338 | Consistoire : création de 7 cardinaux                                  | États pontificaux   | 23    |
| 19/01/1339 | Décès du cardinal Ramon de Montfort                                    | France              | 22    |
| 18/08/1340 | Décès du cardinal Matteo Orsini                                        | États pontificaux   | 21    |
| 24/03/1342 | Décès du cardinal Napoléon Orsini                                      | États pontificaux   | 20    |
| 25/04/1342 | Décès du pape Benoît XII                                               | États pontificaux   | 20    |

## Évolution numérique au cours du pontificat de Clément VI (1342-1352)
| Date       | Évènement                                                          | Pays                   | Total |
| ---------- | ------------------------------------------------------------------ | ---------------------- | ----- |
| 05/05/1342 | Cardinaux au moment du Conclave de 1342,                           | États pontificaux      | 20    |
| 07/05/1342 | Élection papale du cardinal Pierre Roger sous le nom de Clément VI | États pontificaux      | 19    |
| 20/09/1342 | Consistoire : création de 11 cardinaux                             | États pontificaux      | 30    |
| 01/12/1342 | Décès du cardinal Bertrand de Montfavès                            | France                 | 29    |
| 02/06/1343 | Décès du cardinal Andrea Ghini Malpighi                            | République de Florence | 28    |
| 23/06/1343 | Décès du cardinal Giacomo Stefaneschi                              | États pontificaux      | 27    |
| 28/09/1343 | Décès du cardinal Gérard de La Garde                               | France                 | 26    |
| 19/05/1344 | Consistoire : création de 2 cardinaux                              | États pontificaux      | 28    |
| 05/10/1346 | Décès du cardinal Raymond-Guilhem de Fargues                       | France                 | 27    |
| 13/01/1348 | Décès du cardinal Élie de Nabinal                                  | France                 | 26    |
| 26/05/1348 | Décès du cardinal Imbert du Puy                                    | France                 | 25    |
| 29/05/1348 | Consistoire : création de 2 cardinaux                              | États pontificaux      | 27    |
| 10/06/1348 | Décès du cardinal Gozzio Battaglia                                 | États pontificaux      | 26    |
| 03/07/1348 | Décès du cardinal Giovanni Colonna                                 | États pontificaux      | 25    |
| 09/07/1348 | Décès du cardinal Domenico Serra                                   | France                 | 24    |
| 14/07/1348 | Décès du cardinal Pedro Gómez Barroso                              | Couronne de Castille   | 23    |
| 03/08/1348 | Décès du cardinal Gaucelme de Jean                                 | France                 | 22    |
| 20/11/1348 | Décès du cardinal Jean-Raymond de Comminges                        | France                 | 21    |
| 31/10/1349 | Décès du cardinal Aymery de Châlus                                 | France                 | 20    |
| 23/06/1349 | Décès du cardinal Pierre Bertrand                                  | France                 | 19    |
| 17/07/1350 | Décès du cardinal Annibal de Ceccano                               | Royaume de Naples      | 18    |
| 23/11/1350 | Décès du cardinal Bernard d'Albi                                   | France                 | 17    |
| 17/12/1350 | Consistoire : création de 13 cardinaux                             | États pontificaux      | 30    |
| 1351       | Décès du cardinal Pierre Cyriac                                    | France                 | 29    |
| 04/02/1352 | Décès du cardinal Bertrand du Pouget                               | France                 | 28    |
| 01/12/1352 | Décès du cardinal Adhémar Robert                                   | France                 | 27    |
| 06/12/1352 | Décès du pape Clément VI                                           | États pontificaux      | 27    |

## Évolution numérique au cours du pontificat de Innocent VI (1352-1362)
| Date       | Évènement                                                             | Pays              | Total |
| ---------- | --------------------------------------------------------------------- | ----------------- | ----- |
| 16/12/1352 | Cardinaux au moment du Conclave de 1352,                              | États pontificaux | 27    |
| 18/12/1352 | Élection papale du cardinal Étienne Aubert sous le nom de Innocent VI | États pontificaux | 26    |
| 15/02/1353 | Consistoire : création de 1 cardinal                                  | États pontificaux | 27    |
| 23/02/1353 | Décès du cardinal Jean de Moulins                                     | France            | 26    |
| 10/09/1353 | Décès du cardinal Gilles Rigaud de Ruffiac                            | France            | 25    |
| 03/12/1353 | Décès du cardinal Guillaume d'Aure                                    | France            | 24    |
| 01/02/1355 | Décès du cardinal Peytavin de Montesquiou                             | France            | 23    |
| 21/10/1355 | Décès du cardinal Bertrand de Deaux                                   | France            | 22    |
| 28/10/1355 | Décès du cardinal Arnaud de Villemur                                  | France            | 21    |
| 11/10/1356 | Décès du cardinal Pasteur d’Aubenas de Serrats                        | France            | 20    |
| 20/11/1356 | Décès du cardinal Gaillard de la Motte                                | France            | 19    |
| 23/12/1356 | Consistoire : création de 6 cardinaux                                 | États pontificaux | 25    |
| 16/05/1361 | Décès du cardinal Pierre des Prés                                     | France            | 24    |
| 19/05/1361 | Décès du cardinal Étienne de La Garde                                 | France            | 23    |
| 07/06/1361 | Décès du cardinal Pierre de La Forest                                 | France            | 22    |
| 12/06/1361 | Décès du cardinal Guillaume de Court Novel                            | France            | 21    |
| 17/06/1361 | Décès du cardinal Guillaume Farinier                                  | France            | 20    |
| 13/07/1361 | Décès du cardinal Pierre Bertrand de Colombier                        | France            | 19    |
| 01/08/1361 | Décès du cardinal Jean de Caraman                                     | France            | 18    |
| 07/08/1361 | Décès du cardinal Bernard de La Tour                                  | France            | 17    |
| 25/08/1361 | Décès du cardinal Francesco degli Atti                                | États pontificaux | 16    |
| 17/09/1361 | Consistoire : création de 8 cardinaux                                 | États pontificaux | 24    |
| 23/09/1361 | Décès du cardinal Pierre Ier de Cros                                  | France            | 23    |
| 16/10/1361 | Décès du cardinal Fontanier de Vassal                                 | France            | 22    |
| 28/03/1362 | Décès du cardinal Nicolás Rossell                                     | Couronne d'Aragon | 21    |
| 12/09/1362 | Décès du pape Innocent VI                                             | États pontificaux | 21    |

## Évolution numérique au cours du pontificat de Urbain V (1362-1370)
| Date       | Évènement                                                               | Pays                 | Total |
| ---------- | ----------------------------------------------------------------------- | -------------------- | ----- |
| 22/09/1362 | Cardinaux au moment du Conclave de 1362,                                | États pontificaux    | 21    |
| 28/09/1362 | Élection papale de l'abbé Guillaume de Grimoard sous le nom de Urbain V | États pontificaux    | 21    |
| 10/05/1363 | Décès du cardinal Andouin Aubert                                        | France               | 20    |
| 21/10/1363 | Décès du cardinal Hugues Roger                                          | France               | 19    |
| 29/10/1363 | Décès du cardinal Androin de la Roche                                   | France               | 18    |
| 17/01/1364 | Décès du cardinal Hélie de Talleyrand-Périgord                          | France               | 17    |
| 18/09/1366 | Consistoire : création de 3 cardinaux                                   | États pontificaux    | 20    |
| 10/05/1367 | Décès du cardinal Élias de Saint-Yrieix                                 | France               | 19    |
| 20/05/1367 | Décès du cardinal Pierre Itier                                          | France               | 18    |
| 24/08/1367 | Décès du cardinal Gil Álvarez Carrillo de Albornoz                      | Couronne de Castille | 17    |
| 12/09/1367 | Consistoire : création de 1 cardinal                                    | États pontificaux    | 18    |
| 26/07/1368 | Décès du cardinal Nicola Capocci                                        | États pontificaux    | 17    |
| 22/09/1368 | Consistoire : création de 8 cardinaux                                   | États pontificaux    | 25    |
| 09/1368    | Décès du cardinal Arnaud Bernard du Pouget                              | France               | 24    |
| 04/09/1369 | Décès du cardinal Marco de Viterbe                                      | États pontificaux    | 23    |
| 29/09/1369 | Décès du cardinal Étienne Aubert le Jeune                               | France               | 22    |
| 04/10/1369 | Décès du cardinal Guillaume d'Aigrefeuille l'Ancien                     | France               | 21    |
| 07/10/1369 | Décès du cardinal Pierre de Bagnac                                      | France               | 20    |
| 05/11/1369 | Décès du cardinal Nicolas de Besse                                      | France               | 19    |
| 1369       | Décès du cardinal Guillaume Bragosse                                    | France               | 18    |
| 07/06/1370 | Consistoire : création de 2 cardinaux                                   | États pontificaux    | 20    |
| 19/12/1370 | Décès du pape Urbain V                                                  | États pontificaux    | 20    |

## Évolution numérique au cours du pontificat de Grégoire XI (1370-1378)
| Date       | Évènement                                                                       | Pays                 | Total |
| ---------- | ------------------------------------------------------------------------------- | -------------------- | ----- |
| 29/12/1370 | Cardinaux au moment du Conclave de 1370,                                        | États pontificaux    | 20    |
| 30/12/1370 | Élection papale du cardinal Pierre Roger de Beaufort sous le nom de Grégoire XI | États pontificaux    | 19    |
| 19/04/1371 | Décès du cardinal Bernard du Bosquet                                            | France               | 18    |
| 30/05/1371 | Consistoire : création de 12 cardinaux                                          | États pontificaux    | 30    |
| 06/03/1372 | Décès du cardinal Jean le Fèvre                                                 | France               | 29    |
| 27/08/1372 | Décès du cardinal Philippe de Cabassolle                                        | France               | 28    |
| 20/06/1373 | Décès du cardinal Raymond de Canillac                                           | France               | 27    |
| 28/09/1373 | Décès du cardinal Guillaume Sudre                                               | France               | 26    |
| 16/10/1373 | Décès du cardinal Étienne de Poissy                                             | France               | 25    |
| 07/11/1373 | Décès du cardinal Jean de Dormans                                               | France               | 24    |
| 25/11/1373 | Décès du cardinal Guy de Boulogne                                               | France               | 23    |
| 15/04/1374 | Décès du cardinal Jean de la Tour d’Auvergne                                    | France               | 22    |
| 28/04/1374 | Décès du cardinal Guillaume de La Jugie                                         | France               | 21    |
| 02/06/1374 | Décès du cardinal Pedro Gómez Barroso de Albornoz                               | Couronne de Castille | 20    |
| 06/06/1374 | Décès du cardinal Rinaldo Orsini                                                | États pontificaux    | 19    |
| 17/06/1374 | Décès du cardinal Bertrand de Cosnac                                            | France               | 18    |
| 20/12/1375 | Consistoire : création de 9 cardinaux                                           | États pontificaux    | 27    |
| 22/07/1376 | Décès du cardinal Simon Langham                                                 |                      | 26    |
| 04/09/1376 | Décès du cardinal Jean de Bussières                                             | France               | 25    |
| 21/11/1376 | Décès du cardinal Pierre de La Jugie                                            | France               | 24    |
| 25/11/1377 | Décès du cardinal Pierre d'Estaing                                              | France               | 23    |
| 27/03/1378 | Décès du pape Grégoire XI                                                       | États pontificaux    | 23    |

## Évolution numérique au cours du pontificat de Urbain VI (1378-1389)
| Date       | Évènement | Pays                 | Total |
| ---------- | --- | -------------------- | ----- |
| 07/04/1378 | Cardinaux au moment du Conclave de 1378,                                                                                  | États pontificaux    | 23    |
| 09/04/1378 | Élection papale de l'archevêque Bartolemeo Prignano sous le nom de Urbain VI                                              | États pontificaux    | 23    |
| 20/08/1378 | Décès du cardinal Francesco Tebaldeschi                                                                                   | États pontificaux    | 22    |
| 18/09/1378 | Consistoire : création de 24 cardinaux                                                                                    | États pontificaux    | 46    |
| 24/11/1378 | Décès du cardinal Guglielmo Sanseverino                                                                                   | Royaume de Naples    | 45    |
| 05/12/1378 | Décès du cardinal Gilles Aycelin de Montaigut                                                                             | France               | 44    |
| 1378       | Décès du cardinal Stefano Colonna                                                                                         | États pontificaux    | 43    |
| 06/07/1379 | Décès du cardinal Jean de Blauzac                                                                                         | France               | 42    |
| 13/08/1379 | Décès du cardinal Giacomo Orsini                                                                                          | États pontificaux    | 41    |
| 14/01/1380 | Décès du cardinal Jan Očko z Vlašimi                                                                                      | Saint-Empire         | 40    |
| 03/10/1380 | Décès du cardinal Agapito Colonna                                                                                         | États pontificaux    | 39    |
| 1380       | Décès du cardinal Filippo Ruffini                                                                                         | États pontificaux    | 38    |
| 1380       | Décès du cardinal Ludovico di Capua                                                                                       | Royaume de Naples    | 37    |
| 23/01/1381 | Décès du cardinal Pierre Flandrin                                                                                         | France               | 36    |
| 08/08/1381 | Décès du cardinal Eleazario da Sabrano                                                                                    | Royaume de Naples    | 35    |
| 27/08/1381 | Décès du cardinal Simon de Brassano                                                                                       | Saint-Empire         | 34    |
| 19/11/1381 | Décès du cardinal Tommaso da Frignano                                                                                     | Marquisat de Ferrare | 33    |
| 21/12/1381 | Consistoire : création de 6 cardinaux                                                                                     | États pontificaux    | 39    |
| 1382-1385  | Trois consistoires : création de 3 cardinaux                                                                              | États pontificaux    | 42    |
| 15/08/1382 | Décès du cardinal Renoul de Monteruc                                                                                      | France               | 41    |
| 21/11/1383 | Décès du cardinal Jean de Cros                                                                                            | France               | 40    |
| 22/11/1383 | Décès du cardinal Guillaume de Chanac                                                                                     | France               | 39    |
| 29/02/1384 | Décès du cardinal Hugues de Montrelais                                                                                    | France               | 38    |
| 17/12/1384 | Consistoire : création de 9 cardinaux                                                                                     | États pontificaux    | 47    |
| 12/1384    | Décès du cardinal Giovanni Fieschi                                                                                        | République de Gênes  | 46    |
| 20/05/1385 | Décès du cardinal Pierre de Monteruc                                                                                      | France               | 45    |
| 15/11/1385 | Décès du cardinal Francesco Castagnola                                                                                    | Royaume de Naples    | 44    |
| 11/01/1386 | Exécution de 5 cardinaux : Giovanni d'Amelia, Gentile di Sangro, Ludovico Donato, Bartolomeo da Cogorno et Marino Giudice | États pontificaux    | 39    |
| 20/02/1387 | Décès du cardinal Dömötör                                                                                                 |                      | 38    |
| 14/04/1388 | Décès du cardinal Anglic de Grimoard                                                                                      | France               | 37    |
| 18/01/1389 | Décès du cardinal Luca Rodolfucci de Gentili                                                                              | Duché de Camerino    | 36    |
| 14/02/1389 | Décès du cardinal Gérard du Puy                                                                                           | France               | 35    |
| 22/05/1389 | Décès du cardinal Filippo Carafa della Serra                                                                              | Royaume de Naples    | 34    |
| 10/07/1389 | Décès du cardinal Bonaventura Badoaro de Peraga                                                                           | République de Venise | 33    |
| 23/07/1389 | Décès du cardinal Gugilemo di Capua                                                                                       | Royaume de Naples    | 32    |
| 29/07/1389 | Décès du cardinal Niccolò Caracciolo Moschino                                                                             | Royaume de Naples    | 31    |
| 15/10/1389 | Décès du pape Urbain VI                                                                                                   | États pontificaux    | 31    |

## Évolution numérique au cours du pontificat de Boniface IX (1389-1404)
| Date       | Évènement                                                               | Pays                   | Total |
| ---------- | ----------------------------------------------------------------------- | ---------------------- | ----- |
| 25/10/1389 | Cardinaux au moment du Conclave de 1389,                                | États pontificaux      | 31    |
| 02/11/1389 | Élection papale du cardinal Pietro Tomacelli sous le nom de Boniface IX | États pontificaux      | 30    |
| 18/12/1389 | Consistoire : création de 4 cardinaux                                   | États pontificaux      | 34    |
| 10/07/1390 | Décès du cardinal Tommaso Orsini                                        | États pontificaux      | 33    |
| 16/07/1390 | Décès du cardinal Andrea Bontempi Martini                               | États pontificaux      | 32    |
| 17/08/1390 | Décès du cardinal Pierre de Sortenac                                    | France                 | 31    |
| 27/09/1390 | Décès du cardinal Francesco Renzio                                      | Royaume de Naples      | 30    |
| 08/11/1392 | Décès du cardinal Bertrand Lagier de Figeac                             | France                 | 29    |
| 04/07/1394 | Décès du cardinal Guillaume Noellet                                     | France                 | 28    |
| 08/08/1394 | Décès du cardinal Marino Bulcani                                        | Royaume de Naples      | 27    |
| 16/09/1394 | Décès du cardinal Robert de Genève (antipape Clément VII)               | France                 | 26    |
| 02/02/1395 | Décès du cardinal Poncello Orsini                                       | États pontificaux      | 25    |
| 06/02/1396 | Décès du cardinal Francesco Moricotti Prignani Butillo                  | République de Pise     | 24    |
| 16/04/1396 | Décès du cardinal Bartolomeo Oleario                                    | République de Venise   | 23    |
| 24/04/1396 | Décès du cardinal Stefano Palosio                                       | États pontificaux      | 22    |
| 29/07/1396 | Décès du cardinal Bartolomeo Mezzavacca                                 | États pontificaux      | 21    |
| 16/08/1397 | Décès du cardinal Philippe d'Alençon                                    | France                 | 20    |
| 1397/1400  | Décès du cardinal Galeotto Tarlati de Petramala                         | République de Florence | 19    |
| 15/08/1398 | Décès du cardinal Adam Easton                                           |                        | 18    |
| 13/01/1401 | Décès du cardinal Guillaume d'Aigrefeuille le Jeune                     | France                 | 17    |
| 12/1401    | Décès du cardinal Pietro Pileo di Prata                                 | République de Venise   | 16    |
| 27/02/1402 | Consistoire : création de 4 cardinaux                                   | États pontificaux      | 20    |
| 25/04/1402 | Décès du cardinal Jean de La Grange                                     | France                 | 19    |
| 31/03/1403 | Décès du cardinal Hugues de Saint-Martial                               | France                 | 18    |
| 16/08/1403 | Décès du cardinal Pietro Corsini                                        | République de Florence | 17    |
| 06/10/1403 | Décès du cardinal Pierre de la Vergne                                   | France                 | 16    |
| 1404       | Décès du cardinal Leonardo Cibo                                         | République de Gênes    | 15    |
| 1404       | Décès du cardinal Angelo Cibo                                           | République de Gênes    | 14    |
| 01/10/1404 | Décès du pape Boniface IX                                               | États pontificaux      | 14    |

## Cardinaux créés auXIVesiècle
- Cardinaux créés par Benoît XI (1303-1304) : 3 dans 2 consistoires
- Cardinaux créés par Clément V (1305-1314) : 24 dans 3 consistoires
- Cardinaux créés par Jean XXII (1316-1334) : 28 dans 6 consistoires
- Cardinaux créés par Benoît XII (1334-1342) : 7 dans 2 consistoires
- Cardinaux créés par Clément VI  (1342-1352) : 28 dans 4 consistoires
- Cardinaux créés par Innocent VI (1352-1362) : 15 dans 3 consistoires
- Cardinaux créés par Urbain V (1362-1370) : 14 dans 4 consistoires
- Cardinaux créés par Grégoire XI (1370-1378) : 21 dans 2 consistoires
- Cardinaux créés par Urbain VI (1378-1389) : 42 dans 6 consistoires
- Cardinaux créés par Boniface IX (1389-1404) : 8 dans 2 consistoires
- Au total : 190 cardinaux créés au XIVe siècle.